# Pelle Jansson
Pelle Jansson är en svensk familjeserie i sju avsnitt från 1973 av Curt Strömblad och Hans Peterson. Serien är baserad på Petersons böcker Pelle Jansson, en kille med tur; Pelle Jansson, en kille mitt i stan och Pelle Jansson, en kille som inte ger sig från 1970–1972.

## Handling
Pelle och hans familj bor i Laxenträsk i Jämtland, men när pappa Ante förlorar jobbet i skogen måste familjen flytta till Göteborg. Pappan får jobb som lagerarbetare och mamma Sonja som varuhusbiträde. I skolan blir Pelle retad för sin jämtska, men han blir god vän med klasskamraten Anna. Han umgås också en del med mopedynglingen Janne. Både pappa Ante och Pelle lider av hemlängtan. 

## Rollista i urval
- Ola Wilhelmsson – Pelle Jansson
- Tommy Johnson – Ante Jansson
- Maud Hansson – Sonja Jansson
- Lena Brogren – Lärarinnan i Göteborg
- Ulla-Britt Norrman – Lärarinnan i Laxenträsk
- Christina Flygelring – Anna
- Birgitta Palme – Annas mamma

## Om serien
Serien producerades av Nord Artel AB för Sveriges Radio TV2. Producent var Bo Löfberg. Serien består av sju halvtimmesavsnitt och premiärvisades i TV2 mellan 7 oktober och 23 november 1973 och reprissändes mellan 5 september och 17 oktober 1976. Den gavs ut på DVD 2013.